# Hans Grimm
Hans Emil Wilhelm Grimm (nascut el 22 de març 1875 a Wiesbaden; mort el 27 de setembre 1959 a Lippoldsberg (Wahlsburg) era un escriptor i publicista alemany.
Va esdevenir famós el 1926 amb la seva novel·la Volk ohne Raum (1926, traduït seria: poble sense espai) que s'inscriu en el moviment Blut und Boden. Aquest títol va esdevenir la devisa de la política expansionista del nacionalsocialisme. Grimm, a la seva novel·la no pensava a l'expansió cap a l'est (Polònia, Rússia) però més al dret del poble alemany de tenir colònies.
Des del 1935 va ser membre del consell de la presidència del Reichsschrifttumskammer, el departament del Reichskulturkammer sota la direcció de Joseph Goebbels que administrava la promoció de la literatura i el control dels escriptors del 1933 al 1945.